# Murray Rothbard
Murray Newton Rothbard (2. března 1926 New York, USA – 7. ledna 1995 New York) byl americký ekonom rakouské školy, který pomohl definovat moderní libertarianismus a založil proud tržního anarchismu, který nazýval anarchokapitalismus. Rothbard kladl důraz na spontánní řád a prosazování individualistického anarchismu a odsuzoval centrální plánování.

## Život a dílo
Rothbard se narodil Davidu a Rae Rothbardovým, kteří ho vychovávali v židovské rodině v Bronxu. "Vyrůstal jsem v komunistické kultuře," vzpomínal později. Studoval Kolumbijskou univerzitu, kde získal titul bakalář v matematice a ekonomii v roce 1945 a titul magistr v roce 1946. Titul doktor filosofie za ekonomii obdržel v roce 1956 pod vedením Arthura Burnse, pozdějšího předsedy Fedu.
Počátkem 50. let studoval u Ludwiga von Misese na jeho seminářích na Newyorské univerzitě a byl velmi ovlivněn Misesovou knihou Lidské jednání (Human Action). V 50. a 60. letech pracoval pro klasicky liberální William Volker Fund na knižním projektu, který byl završen knihou Zásady ekonomie (Man, Economy, and State), publikovanou v roce 1962. V letech 1963 až 1985 vyučoval na Polytechnickém institutu Newyorské univerzity v Brooklynu, New York. Od roku 1986 do své smrti byl emeritním profesorem na University of Nevada, Las Vegas. Rothbard založil Center for Libertarian Studies v roce 1976 a Journal of Libertarian Studies v roce 1977. Byl spojen se vznikem Institutu Ludwiga von Mises v roce 1982 a později se stal jeho akademickým viceprezidentem. V roce 1987 zahájil vydávání "Review of Austrian Economics," nyní nazývaný Quarterly Journal of Austrian Economics.
V roce 1953 se v New Yorku oženil s JoAnn Schumacher (1928–1999), kterou nazýval „nepostradatelným rámcem“ pro svůj život a dílo. Zemřel v roce 1995 na Manhattanu na srdeční infarkt. Nekrolog v New York Times nazval Rothbarda "ekonomem a sociálním filosofem, který ostře hájil individuální svobodu proti vládním intervencím." William F. Buckley napsal ostrý nekrolog v National Review kritizující Rothbardovu radikální politiku.

## Rakouská škola
Rakouská škola se snaží odhalit axiomy lidského jednání (nazývané praxeologie). Podporuje volný trh a kritizuje řízené ekonomiky, protože ty ničí informační funkci cen a nevyhnutelně vedou k totalitě. Vlivní představitelé byli Eugen von Böhm-Bawerk, Friedrich August von Hayek a Ludwig von Mises. Rothbard argumentoval, že celá ekonomická teorie Rakouské školy vychází z logické implikace skutečnosti, že lidé se zapojují do záměrných jednání.
Rothbard byl rovněž velmi vzdělaný v historii a politické filozofii. Rothbardovy knihy, jako Zásady ekonomie (Man, Economy, and State), Ekonomie státních zásahů (Power and Market), Etika svobody (The Ethics of Liberty), a For a New Liberty, jsou považovány[kým?] za libertariánské představy přirozeného práva.[zdroj?] Studoval ekonomické školy předcházející Adama Smithe, jako scholastiky a fyziokraty a diskutoval je ve svém nedokončeném, mnohosvazkovém díle An Austrian Perspective on the History of Economic Thought.
Rothbard rozděluje různé druhy státních intervencí do tří kategorií: autistické intervence, což je zásah do soukromé nesměnné aktivity; podvojné intervence, což je vynucená směna mezi jednotlivcem a státem; a trojstranné intervence, což je státem nařízená směna mezi jednotlivci. Podle Sanford Ikeda, Rothbardova typologie "eliminuje mezery a nekozistence, které se objevují v Misesových původních formulacích."
Rothbard byl ostrý kritik vlivného ekonoma Johna Maynarda Keynese a keynesiánského ekonomického myšlení. Jeho esej Keynes, the Man, je útok na Keynesovy ekonomické ideje i na jeho osobu. Rothbard byl v eseji Jeremy Bentham: The Utilitarian as Big Brother, publikované v jeho díle Classical Economics, velmi kritický mezi jinými také k utilitaristickému filozofu Jeremy Benthamovi. Rothbard je autorem tzv. "Rothbardova zákona", tedy že "lidé mají tendenci specializovat se na to, v čem jsou nejhorší". Například, Henry George skvěle rozumí všemu kromě půdy, a tudíž 90 % času píše o půdě. Friedman skvěle rozumí všemu kromě peněz, tak se zaměřuje na peníze.
Murray Rothbard věnoval kapitolu Ekonomie státních zásahů tradiční roli ekonoma ve veřejném životě. Rothbard poznamenal, že funkce ekonoma na volném trhu se velmi liší od jeho funkce na trhu omezeném. "Co může ekonom dělat na zcela svobodném trhu?", ptá se Rothbard. "Může vysvětlit fungování tržní ekonomiky (zásadní úkol, zvláště když má nevzdělaný člověk odjakživa sklon považovat tržní ekonomii za naprostý chaos), ale víc toho už moc udělat nemůže."

## Anarchokapitalismus
Kapitalismus je vrcholné vyjádření anarchismu a anarchismus je vrcholné vyjádření kapitalismu.

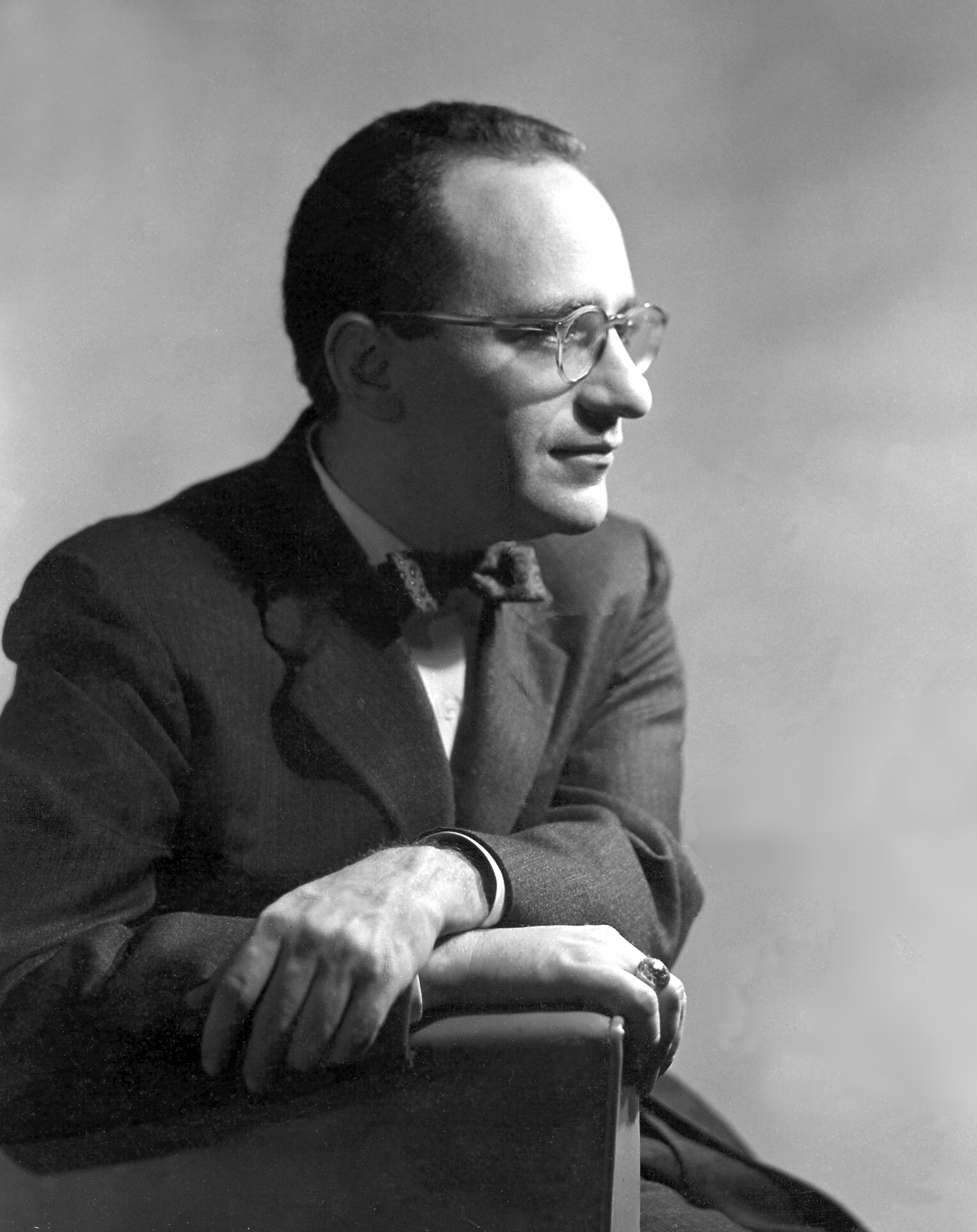
Murray Rothbard
Rothbard "kombinuje laissez-faire svého učitele Ludwiga von Misese s absolutistickým pohledem na lidská práva a odmítáním státu, které získal ze studia individualistických amerických anarchistů 19. století jako byli Lysander Spooner a Benjamin Tucker." Rothbard o Spoonerovi a Tuckerovi psal: "Lysander Spooner a Benjamin T. Tucker byli nepřekonatelní jako političtí filozofové. Zejména dnes je toliko potřebné obrodit a zpřístupnit jejich z velké části zapomenutý odkaz, který zanechali politické filozofii… Právě v jejich práci najdeme vědecké vysvětlení fungování volného trhu (a následků vládních intervencí), které individualističtí anarchisté mohou jednoduše včlenit do svého politického a sociálního Weltanschauung."
V jeho anarchokapitalistickém modelu ochranné agentury soutěží na volném trhu a jsou dobrovolně podporovány spotřebiteli, kteří si vybírají jejich ochranu a právní služby. Anarchokapitalismus by znamenal konec státního monopolu síly.
Rothbard byl proti tomu, co považoval za přílišnou specializaci vědy a snažil se sjednotit vědní obory, jako je ekonomie, historie, etika a politologie, a vytvořit "vědu svobody." Rothbard popsal morální základy pro svůj anarchokapitalistický postoj ve dvou knihách: For a New Liberty, publikováno 1972 a The Ethics of Liberty, publikováno 1982. V díle Power and Market (1970) Rothbard popsal, jak by mohla fungovat ekonomika bez státních zásahů.
V knize The Ethics of Liberty, Rothbard prosazoval právo úplného sebevlastnictví, jako jediný princip slučitelný s morálními zásadami aplikovatelnými na každého člověka a "univerzální etikou"; to je přirozené právo, které je zcela přirozeně pro člověka tím nejlepším. Věřil, že v důsledku toho, pak jednotlivci skutečně vlastní plody své práce. Na základě toho má každý člověk právo vyměnit svůj majetek s druhými. Věřil, že když jedinec spojí svou práci s půdou bez vlastníka, stává se jejím řádným majitelem a z tohoto pohledu je pak jeho soukromým majetkem, který lze směnit či darovat. Argumentoval, že taková půda by neměla tendenci zůstat nevyužita, pokud by dávalo ekonomický smysl ji využít.

## Knihy
- Man, Economy, and State (Full Text; ISBN 0-945466-30-7) (1962)
- The Panic of 1819. 1962, 2006 edition: ISBN 1-933550-08-2.
- America's Great Depression. (Full Text) ([ISBN 0-945466-05-6. (1963, 1972, 1975, 1983, 2000)
- What Has Government Done to Our Money? (Full Text / Audio Book Archivováno 26. 2. 2009 na Wayback Machine.) ISBN 0-945466-44-7. (1963) (česky jako Peníze v rukou státu, vydal Liberální institut)
- Economic Depressions: Causes and Cures (1969)
- Power and Market. ISBN 1-933550-05-8. (1970) (restored to Man, Economy, and State ISBN 0-945466-30-7, 2004)
- Education: Free and Compulsory. ISBN 0-945466-22-6. (1972)
- Left and Right, Selected Essays 1954-65 (1972)
- For a New Liberty: The Libertarian Manifesto (Full text / Audio book) ISBN 0-945466-47-1. (1973, 1978) (V češtině vyšlo jako Manifest svobody na mises.cz)
- The Essential von Mises (1973)
- The Case for the 100 Percent Gold Dollar. ISBN 0-945466-34-X. (Full Text / Audio Book Archivováno 26. 2. 2009 na Wayback Machine.) (1974)
- Egalitarianism as a Revolt Against Nature and Other Essays ISBN 0-945466-23-4. (1974)
- Conceived in Liberty (4 vol.) ISBN 0-945466-26-9. (1975-79)
- Individualism and the Philosophy of the Social Sciences. ISBN 0-932790-03-8. (1979)
- The Ethics of Liberty (Full Text / Audio Book Archivováno 26. 4. 2009 na Wayback Machine.) ISBN 0-8147-7559-4. (1982)
- The Mystery of Banking ISBN 0-943940-04-4. (1983)
- Ludwig von Mises: Scholar, Creator, Hero. OCLC 20856420. (1988)
- Freedom, Inequality, Primitivism, and the Division of Labor. Full text (included as Chapter 16 in Egalitarianism above) (1991)
- The Case Against the Fed ISBN 0-945466-17-X. (1994)
- An Austrian Perspective on the History of Economic Thought (2 vol.) ISBN 0-945466-48-X. (1995)
- Wall Street, Banks, and American Foreign Policy. (Full Text) with an introduction by Justin Raimondo. (1995) (V češtině vyšlo jako Wall Street, banky a americká zahraniční politika. Kknihy.cz 2020)
- Making Economic Sense. ISBN 0-945466-18-8. (1995, 2006)
- Logic of Action (2 vol.) ISBN 1-85898-015-1 and ISBN 1-85898-570-6. (1997)
- The Austrian Theory of the Trade Cycle and Other Essays. ISBN 0-945466-21-8. (also by Mises, Hayek, & Haberler)
- Irrepressible Rothbard: The Rothbard-Rockwell Report Essays of Murray N. Rothbard. (Full Text.) ISBN 1-883959-02-0. (2000)
- A History of Money and Banking in the United States. ISBN 0-945466-33-1. (2005)
- The Complete Libertarian Forum (2 vol.) (Full Text) ISBN 1-933550-02-3. (2006)
- Economic Controversies (2007)
- The Betrayal of the American Right ISBN 978-1-933550-13-8 (2007)